# Радіоактивне забруднення островів Ладозького озера
Після закінчення Другої світової війни у 1945 році на багатьох островах Ладозького озера були розміщені військові бази то дослідницькі секретні лабораторії, де проводились досліди із застосуванням радіоактивних речовин. Тому відвідування багатьох з островів Ладоги в наш час можуть представляти загрозу для здоров'я.
Нижче наводиться список островів з радіоактивним забрудненням, відвідування яких може бути небезпечним для туристів, паломників та відпочивальників:
- острів Коневець. Головна база по дослідженнях — на мисі Варгоси. Не рекомендується збір грибів та ягід.
- острів Хейнясенмаа та поруч розташований острів Кугрісарі — раніше тут знаходились виробовувальні полігони. Зараз — небезпечні захоронення.
- остров Верккосарі.
- остров Мюкеріккю.
- острови Хейнясенмаа:
  - Кугрісарі (перевищення норми незначне)
  - Макарінсарі — 250 мкР/год
  -  Безіменний № 1 — 650 мкР/год
- остров Ханхіпасі — на самому березі острова рівень радіоактивності відповідає фоновому; при наближені до маяка, рівень радіоактивності різко зростає: Поблизу маяка — 76 мкР/год, а поблизу сталевих дверей досягає 90 мкР/год.